# 第8軍団アウグスタ
第8軍団アウグスタ（だい8ぐんだんアウグスタ、Legio VIII Augusta）は、ローマ軍団のひとつ。
ユリウス・カエサルの創設から帝国末期の5世紀前半期まで存続した。途中、解散した時期があったが、アウグストゥスによって再編された。